# Collégiales de Liège
 (août 2021).
Si vous disposez d'ouvrages ou d'articles de référence ou si vous connaissez des sites web de qualité traitant du thème abordé ici, merci de compléter l'article en donnant les références utiles à sa vérifiabilité et en les liant à la section « Notes et références ».
 (août 2021).

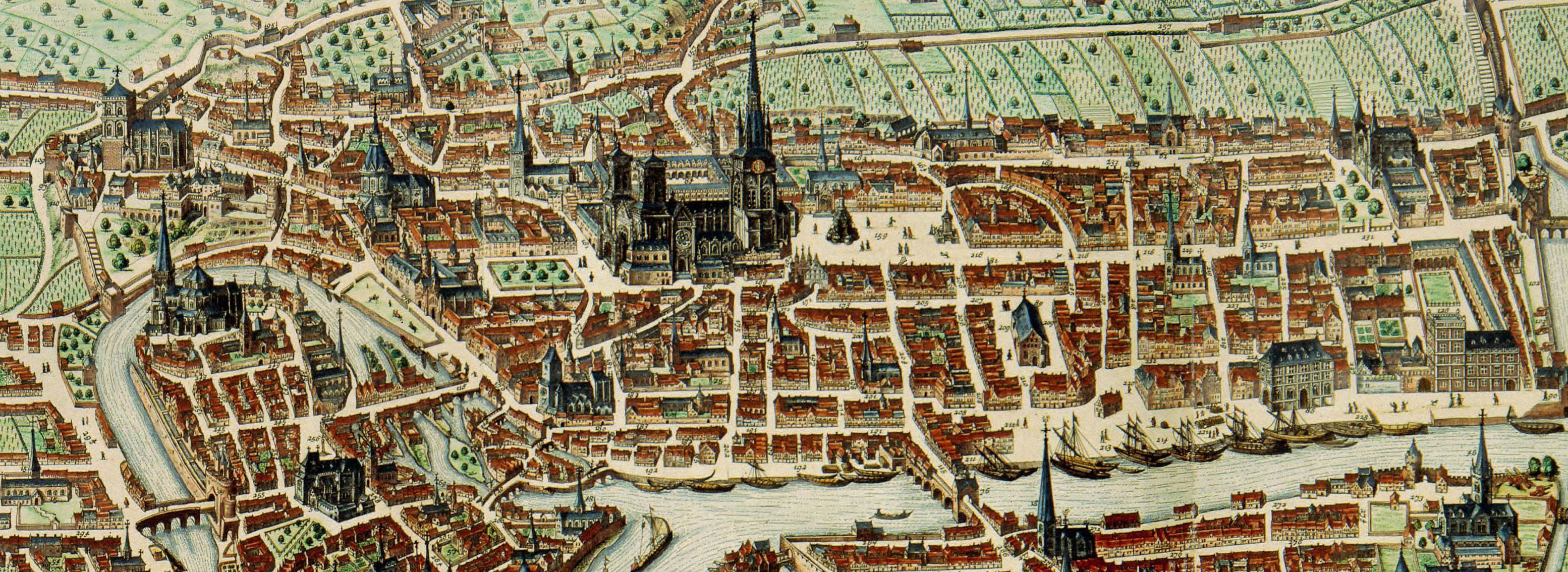
Implantation des sept collégiales autour de la cathédrale Saint-Lambert : de gauche à droite, Saint-Martin en haut, Saint-Jean sur l'île de la Cité, Saint-Paul, Saint-Denis, Sainte-Croix, Saint-Pierre devant le palais, et Saint-Barthélemy à l'extrême droite

Les collégiales de Liège sont un groupe de sept collégiales fondées à Liège, dans l'actuelle Belgique, au Xe et XIe siècles.
Des raisons diverses ou plurielles semblent avoir prévalu lors de la fondation de chacune des collégiales par l'évêque ou son entourage immédiat. Lieux de défense, lieux d'asile, lieux de repos et de prières, les collégiales liégeoises furent des témoins privilégiés de la naissance de la principauté de Liège.
À l'exception de Saint-Pierre, démolie durant la restructuration paroissiale du XIXe siècle, elles se dressent encore au centre de Liège.

## Introduction
En moins de cent ans, entre 922 et 1015, sept édifices religieux importants, sept églises collégiales vont enrichir le patrimoine religieux de la jeune Cité de Liège : Saint-Pierre en 922, Saint-Martin peu avant 965, Saint-Paul entre 965 et 971, Sainte-Croix vers 980, Saint-Jean l'Évangéliste vers 981, Saint-Denis en 987 et enfin Saint-Barthélemy, peu avant 1015. Ces collégiales vont également évoquer de manière impressionnante l'instauration à Liège du système de l'Église impériale ottonienne.

## La cité de Dieu en bord de Meuse
Avec les abbayes Saint-Laurent et Saint-Jacques, les sept collégiales dessinent une couronne autour de la cathédrale Sainte-Marie et Saint-Lambert reconstruite par Notger, prince-évêque de Liège de 972 à 1008. Ce rempart spirituel double et renforce les murailles de pierres qui encerclent la ville. Sous l'impulsion de Notger, Liège apparaît telle une nouvelle Jérusalem, une cité de Dieu en bord de Meuse tout en intégrant théologiquement Liège dans le système de l'Église impériale ottonienne.

## Des édifices mal connus
Le dispositif des collégiales liégeoises présente de nombreuses inconnues. La plupart n'ont jamais fait l'objet de fouilles. L'étendue et le nombre d'édifices qui ont pu se succéder depuis la fondation de chacune nous échappent encore. L'existence de certaines constructions furent éphémères : ainsi la première collégiale Saint-Denis, consacrée en 990, aurait-elle sombré, treize ans plus tard, dans un incendie. Dans ce registre de possibilités et de probabilités, la prudence s'impose, même si l'on peut dégager quelques constantes architecturales.

### Vestiges romans
Les portions romanes de Sainte-Croix, Saint-Jean, Saint-Denis et Saint-Barthélemy sont en grès houiller, extrait directement du sous-sol liégeois. Il s'érode et s'exfolie, ce qui nécessite de nombreux rapiéçages précoces. À l'exception de Saint-Jean, les collégiales ont adopté un plan basilical à chœur oriental et un transept plus bas que la nef, selon l'habitude mosane romane. Elles possèdent aussi deux absides opposées, l'une orientale et l'autre — le contre-chœur — occidental suivant une formule chère à l'architecture rhénane, que l'on rencontrait également dans la cathédrale Saint-Lambert. L'ultime témoin conservé du thème du contre-chœur, l'abside occidentale de Sainte-Croix, date du début du XIIe siècle et est malheureusement très restauré.
Toutes les collégiales possédaient un voire deux cloîtres, bordés de divers locaux indispensables à la communauté canoniale, mais aucun élément roman n'est conservé. Saint-Pierre et Saint-Barthélemy étaient dotées de cryptes dévolues principalement au culte des reliques. La plupart étaient fortifiées par un massif occidental caractéristique. Les forces du mal étaient à l'Ouest, l'avant-corps formait donc un rempart symbolique contre Satan. Ceci expliquant aussi l'absence de porte axiale dans toutes les collégiales belges, au contraire des cathédrales françaises, les collégiales restant fidèles aux entrées latérales de modeste dimension.

## La collégiale, église d'un chapitre
Une collégiale se distingue des autres églises par un chapitre (ou collège) de chanoines qu'elle va abriter. Cette communauté est tenue de chanter au chœur les sept offices canoniques, appelés aussi les heures canoniales — matines-laudes, prime, tierce, sexte, none, vêpres et complies — . Les chanoines séculiers, — qui vivent dans le siècle — sont soumis à une règle, le canon. Ils ne prononcent pas de vœux, mais sont astreints au célibat. Excepté l'exercice de certaines charges, la prêtrise ne leur est pas imposée : ils font partie des religieux laïcs. Dans un premier temps, les chanoines vécurent une existence commune et les dortoirs et réfectoires bordent, avec d'autres locaux, les cloîtres accolés aux collégiales.

### Les encloîtres
À partir du XIIe siècle, les chanoines s'installent dans des bâtiments individuels bâtis sur des encloîtres, territoires qui échappent à toute juridiction extérieure, tant séculière qu'ecclésiastique. L'assemblée capitulaire réunit l'ensemble des chanoines, en général trente pour chaque chapitre liégeois.

### Doyen et Prévôt
Le doyen — chef spirituel – la préside. Le rôle du prévôt, qui dispose à l'origine d'une réelle autorité sur l'administration des biens et la nomination des bénéfices vacants, se réduit peu à peu à celle de protecteur.

### Écolâtre, coste et chantre
Les autres charges importantes sont l'écolâtre chargé de l'enseignement, le coste ou coûtre, gardien du trésor, et le chantre qui dirige les chants.

### Fonctionnement
Les dépenses, — frais du culte, entretien et maintenance des bâtiments, rétribution du personnel – sont couvertes par les revenus du chapitre – bois, terres, maisons, rentes, dîmes et surtout à Liège, les revenus tréfonciers de la mine – Une centaine de personnes gravitent autour d'une collégiale : outre les chanoines, il faut compter de nombreux chapelains — les prêtres attachés aux autels – les enfants de chœur, les musiciens et autres desservants.

### Clergé secondaire
À Liège, une collégiale est une église du clergé secondaire, le clergé dit primaire étant réservé aux chanoines du chapitre de la cathédrale Saint-Lambert. Elle se présente comme une église conventuelle, avec une zone exclusivement réservée aux religieux. Cet espace clos comprend le sanctuaire – occupé par le maître-autel et les célébrants – et le chœur où prennent place les chanoines, les chapelains, les chantres et les enfants de chœur qui chantent les offices et assistent à la messe. Pour accueillir tout ce monde, le chœur s'étend souvent dans la croisée du transept. Entre l'espace réservé et les nefs où sont admis les laïcs se dresse une clôture qui, à la fin du Moyen Âge, prendra la forme d'un véritable écran de maçonnerie : le jubé. À l'aplomb de la clôture est suspendu le Christ triomphal, entouré ou non des témoins du Calvaire –la Vierge et Saint-Jean et des apôtres.

## Les sept collégiales

### Saint-Pierre

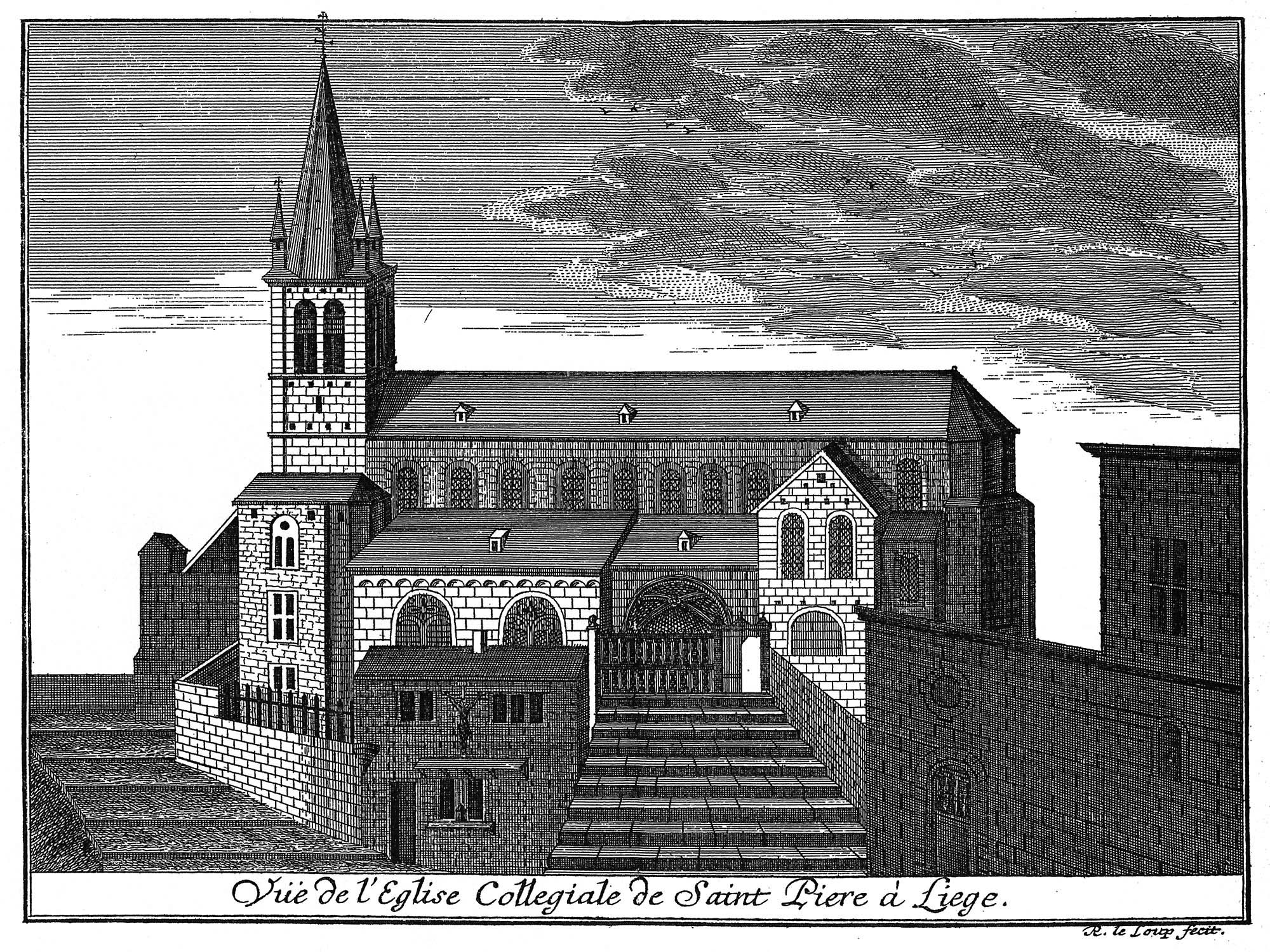
Saint-Pierre.

Bâtie pendant l’épiscopat de saint Hubert, décédé en 727, la doyenne, Saint-Pierre, est un cas particulier. Cette basilique, au statut primitif mal connu, est agrandie et élevée au rang de collégiale en 922, quand l'évêque Richer, y institue un chapitre de 30 chanoines. Peu avant son décès à Tervueren, saint Hubert avait clairement manifesté son souhait d'être enseveli à Saint-Pierre, volonté qui fut respectée dans un premier temps. La fonction sépulcrale a aussi dicté le choix du site — un cimetière mérovingien de tradition païenne — et de la dédicace — saint Pierre est le protecteur habituel des églises funéraires. Mais la collégiale ne se laissera pas enfermer dans cette fonction sépulcrale. Incorporée dans le groupe épiscopal mis en place par saint Hubert, la collégiale a largement participé — avec la basilique Saint-Lambert, temple affecté au martyr et l'église paroissiale Notre-Dame, détentrice du monopole d'administration du baptême — à la promotion du culte de saint Lambert et, plus largement à l'évangélisation du diocèse Tongres-Maastricht.

### Saint-Martin
- 50° 38′ 39,77″ N, 5° 33′ 51,72″ E

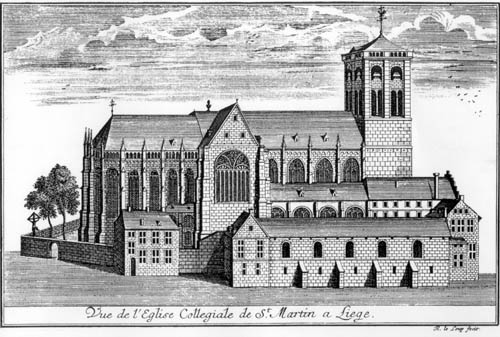
Saint-Martin.

Les origines de Saint-Martin sont elles aussi singulières. Le lien légendaire entre la dédicace de l'église du Publémont et la guérison miraculeuse obtenue par l'évêque Éracle lors d'un pèlerinage à Saint-Martin de Tours a vécu. Cette nouvelle fondation est plus concrètement la conséquence des troubles qui agitent et menacent le pays mosan au Xe siècle. Le siège épiscopal, implanté dans une cuvette profonde, delta de la Légia, est exposé à tous les dangers. En homme pratique et prudent, Éracle envisage son transfert, et peu avant 965, la nouvelle cathédrale de Liège et un nouveau palais s'élèvent sur la crête naturellement défendue par le Publémont. En 971, l'évêque, sans doute selon ses vœux, y est enseveli.
Le successeur d'Éracle, Notger qui va régner de 972 à 1008, nourrit des ambitions plus élevées et plus internationales. Il va abandonner le projet du Publémont et revient au lieu saint, celui où le sang du martyr Lambert avait coulé, pour y bâtir une vaste cathédrale romane qui va subsister jusqu'à l'incendie de 1185 et ériger des murailles de protection à sa Cité. Il achèvera l'église du Publémont mais en fera une collégiale. Il la place sous la protection de saint Martin de Tours, l'un des plus populaires de l'Occident chrétien et l'un des protecteurs des princes capétiens et des princes ottoniens. Cette dédicace révèle la politique de Notger, ses sentiments anti-carolingiens et sa sympathie active dans l'avènement de Hugues Capet. Incorporée dans le système défensif de la Cité de Liège, Saint-Martin sera associée, dès le XIIe siècle à la défense et la protection d'une de ses portes. Elle est devenue une forteresse sacrée.

### Saint-Paul
- 50° 38′ 25,17″ N, 5° 34′ 18,72″ E

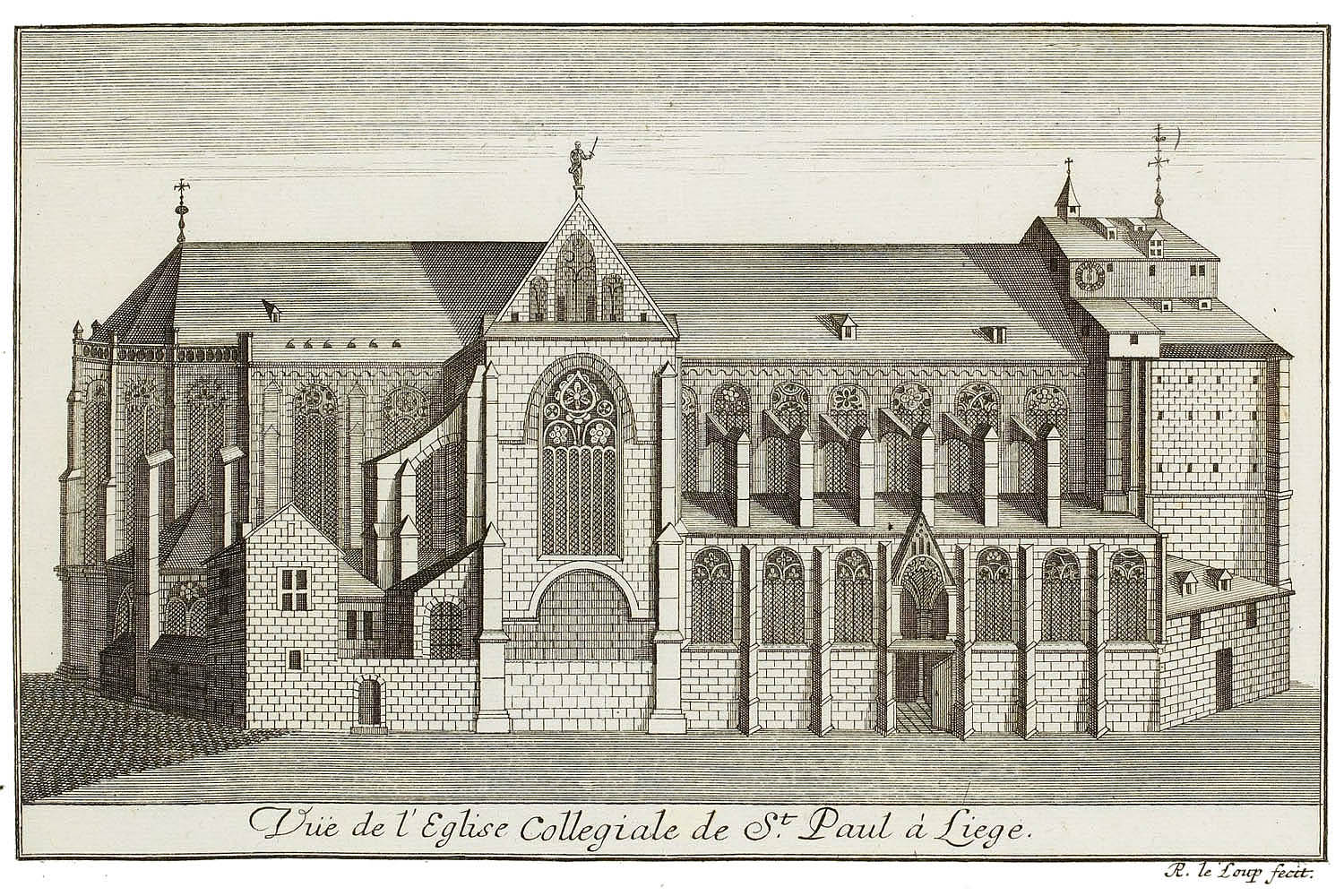
Saint-Paul.

D'autres préoccupations — de développements urbains cette fois — ont conduit Eracle à fonder sur l'Île, enserrée par les deux bras principaux de la Meuse, en un endroit miraculeusement désigné par une chute de neige en plein mois de juillet, la collégiale Saint-Paul entre 965 et 971. Dotée d'un domaine de 12 hectares, cette nouvelle institution est le premier agent de peuplement rapide d'une terre marécageuse et inhospitalière qui, jusqu'alors, était restée en friche. Un nouveau quartier va naître, avec de nouveaux établissements religieux, industriels ou commerciaux. Dès 1050, le pont-d'Île et le pont d'Avroy le relient au cœur de la Cité de Liège et aux terres d'Avroy.

### Saint-Denis
- 50° 38′ 34,58″ N, 5° 34′ 28,48″ E

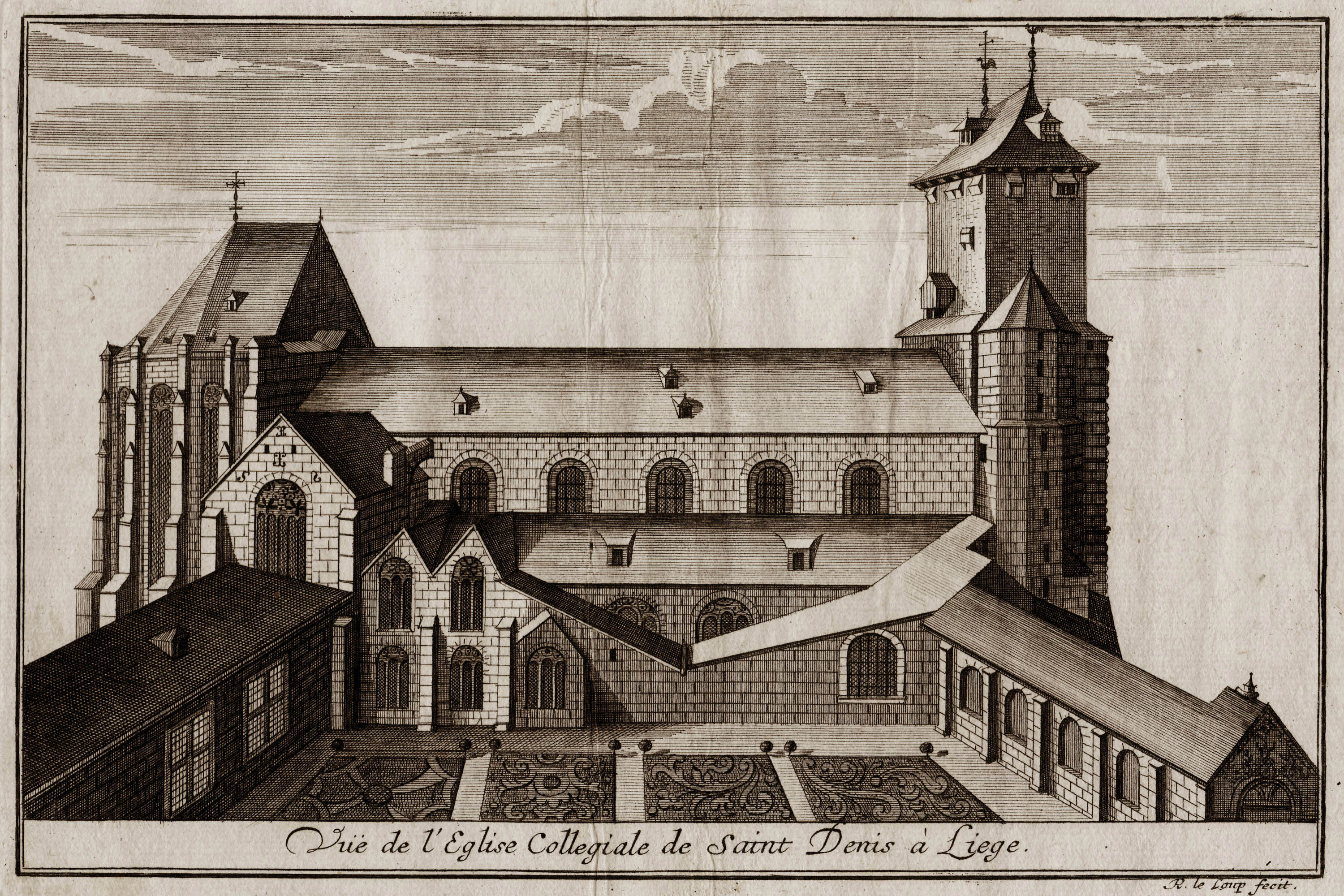
Saint-Denis.

Notger poursuit un objectif semblable avec la fondation, en 987 de la collégiale Saint-Denis. Point stratégique sur la rive gauche de la Sauvenière, bras secondaire de la Meuse la rejoint par son delta. Monumentale et massive tour de guet, elle va aussi défendre les accès du pont-d'Île et du pont du Torrent sur la Sauvenière. Comme pour Saint-Martin, le choix de la dédicace ne relève pas du hasard, mais bien de la politique du prince-évêque : Denis de Paris est le premier évêque de Paris, et lui aussi protecteur des princes robertiens et capétiens soutenus par Notger.

### Sainte-Croix
- 50° 38′ 43,58″ N, 5° 34′ 12,74″ E

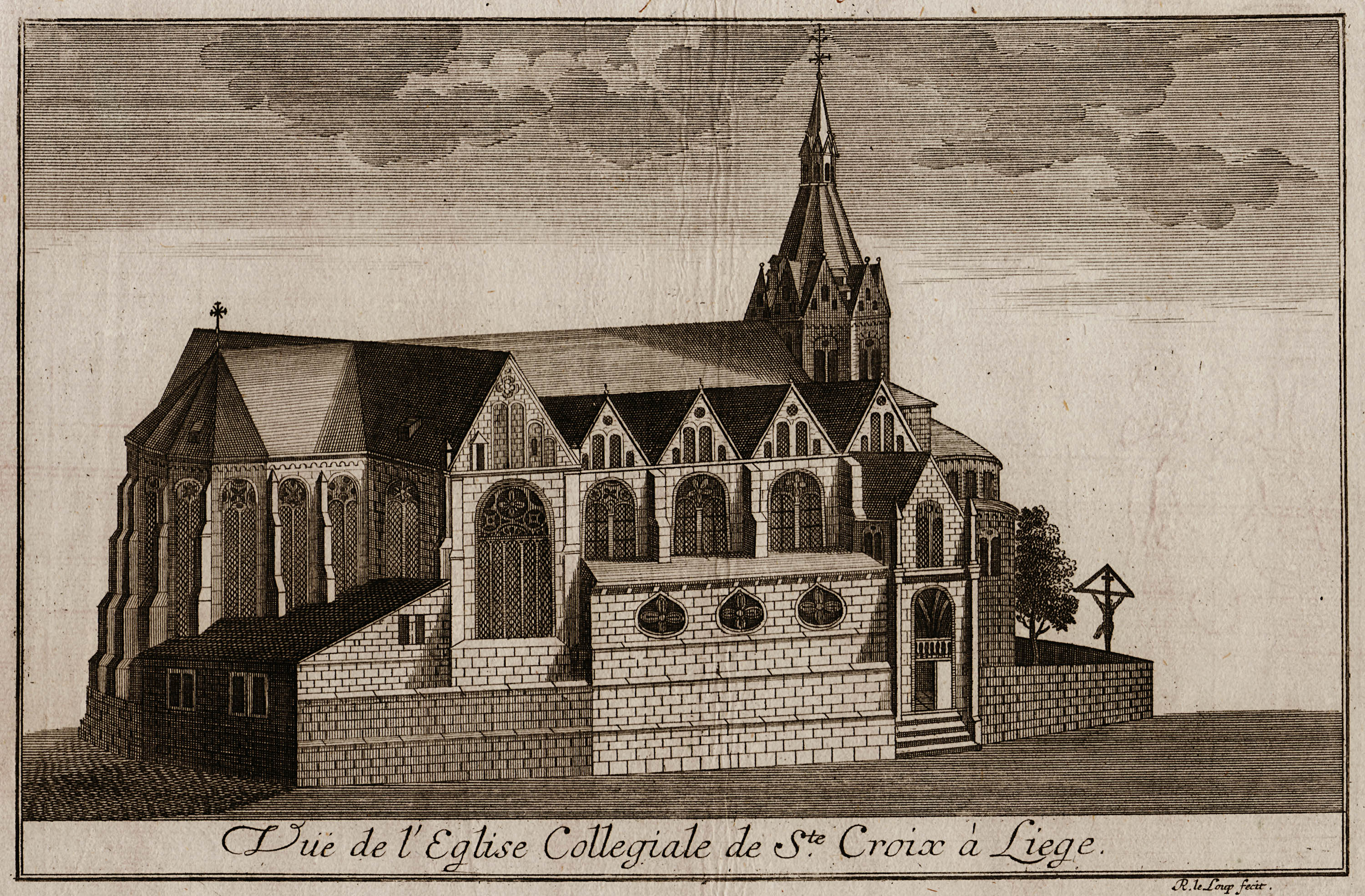
Sainte-Croix.

La fondation de la collégiale Sainte-Croix, vers 980, s'inscrira elle aussi dans le même souci de renforcer le bouclier défensif de la Cité de Liège. Elle est aussi le témoin du talent diplomatique de Notger. Embarrassé par le projet d'un puissant personnage, probablement le duc Charles de Basse-Lotharingie qui règne de 977 à 991, qui risque de saper l'autorité épiscopale, Notger ruse et engage son grand-prévôt et archidiacre Robert à fonder une collégiale en l'honneur de Sainte-Croix sur l'emplacement convoité par le duc, entre Saint-Pierre et Saint-Martin. La précieuse relique de Bois de Vie, la Lignum Vitae, conservée dans une staurothèque ottonienne, elle-même enchâssée dans un triptyque reliquaire du XIIe siècle, aujourd'hui visible au Grand Curtius, ne semble pas liée à la dédicace de l'édifice : les circonstances de son arrivée dans le trésor de la collégiale ne sont pas éclaircies. Mais la protection de la Cité n'est pas la seule mission impartie à Sainte-Croix, qui va être liée symboliquement et visuellement à deux édifices très importants de la Cité : la cathédrale reconstruite par Notger, et une autre de ses fondations, collégiale Saint-Jean l'Évangéliste.

### Saint-Jean l'Évangéliste

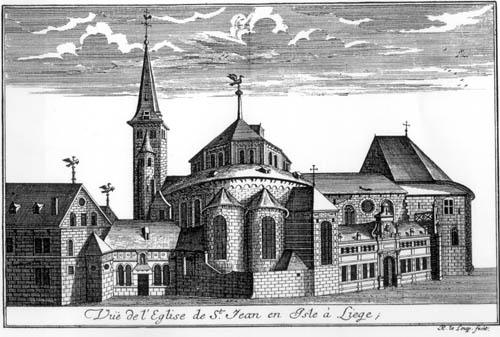
Saint-Jean.

- 50° 38′ 34,86″ N, 5° 34′ 01,8″ E

Décidée vers 981, la construction de la collégiale Saint-Jean l'Évangéliste est symboliquement attachée à la cathédrale, elle aussi, rappelant les liens de Saint-Jean et Notre-Dame. En implantant Saint-Jean et Sainte-Croix à Liège, Notger élève au cœur de Liège un calvaire monumental. Témoin de cet urbanisme théologique développé par Notger, la collégiale Saint-Jean sera aussi son église préférée. Il en surveillera la construction qu'il financera personnellement. Il aime y séjourner, car il trouve là le repos et cette tranquillité de l'esprit propice à l'étude et à la réflexion. Il choisira d'y être inhumé. Cette collégiale notgérienne s'inspire du Dom d'Aix-la-Chapelle, la chapelle palatine construite sous le règne de Charlemagne en l'an 800. Elle en a adopté le plan central. À l'Est le chœur est de petite dimension. Au centre, l'octogone, élément le plus spécifique de l'édifice, est bordé d'un déambulatoire surmonté de tribunes. À l'Ouest, se dresse l'avant-corps, une tour massive flanquée de deux tourelles d'escaliers. En reproduisant le modèle aixois, Notger s'affirme dans le rôle que lui a confié Otton Ier : maintenir le diocèse de Liège dans la mouvance de l'empire ottonien. Saint-Jean est le symbole du pouvoir spirituel et du pouvoir temporel de Notger.

### Saint-Barthélemy

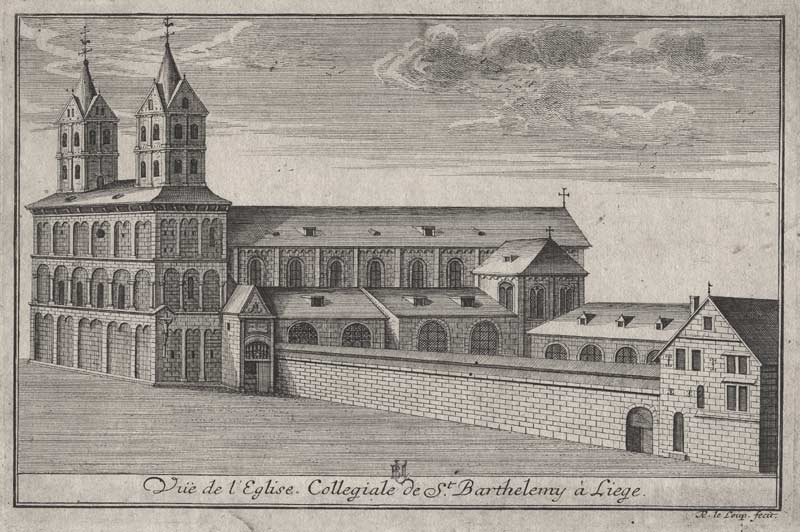
Saint-Barthélemy.

- 50° 38′ 52,49″ N, 5° 34′ 58,79″ E

La dernière née des collégiales, Saint-Barthélemy, est une fondation hors les murs du Grand-Prévôt de Saint-Lambert, Godescalc de Morialmé. Consacrée le 30 novembre 1015 par Héribert de Cologne, fondateur de l'abbaye de Deutz, archevêque de Cologne et Baldéric II, évêque de Liège de 1008 à 1018. Elle est un témoin précieux de l'architecture romane de style rhéno-mosan. Devant le chœur oriental s'étendait une crypte extérieure, que des documents anciens désignent sous un nom évocateur de mystère, la grotte de Saint-Bertremier. Aujourd'hui on peut en voir quelques vestiges. Il subsiste peu de cette « grotte de saint Bertremier », mais assez toutefois pour se faire une idée générale de son dispositif qu'un dessin de Charles Langius, crédible dans l'ensemble, montre avant 1537. Elle abritait les reliques de saint Ulbert (ou Odelbertus). La construction de la collégiale romane s'est parfaite vers 1170-1190 par la réalisation du westbau, énorme massif en grès houiller qui abrite le contre-chœur ou chœur occidental flanqué de deux tribunes latérales. Son décor de bandes lombardes est caractéristique de l'architecture romane en pays mosan.

### Saint-Jacques-le-Mineur

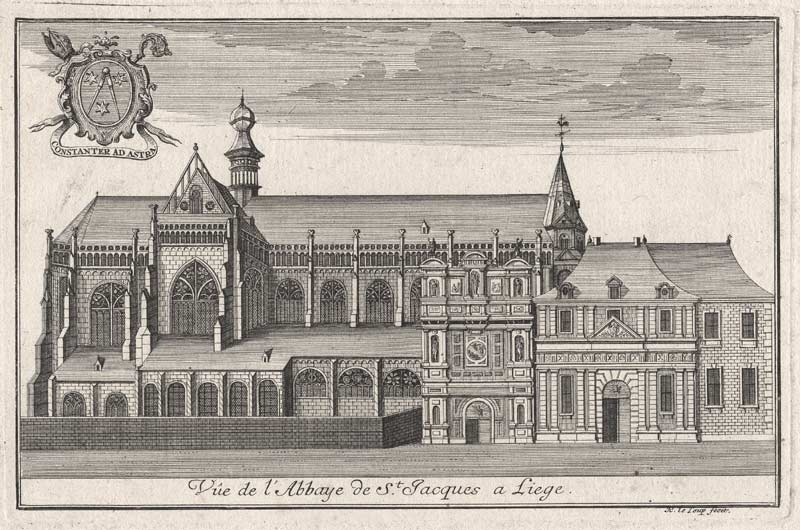
Saint-Jacques.

- 50° 38′ 13″ N, 5° 34′ 14″ E

À l'origine faisant partie d'une abbaye, l'église Saint-Jacques obtient brièvement le statut de collégiale entre 1785 et 1803, pour redevenir par après simple église.